# Saint-Pierre-des-Corps
Saint-Pierre-des-Corps – miejscowość i gmina we Francji, w Regionie Centralnym, w departamencie Indre i Loara.
Według danych na rok 1990 gminę zamieszkiwało 17 947 osób, a gęstość zaludnienia wynosiła 1591 osób/km² (wśród 1842 gmin Regionu Centralnego Saint-Pierre-des-Corps plasuje się na 12. miejscu pod względem liczby ludności, natomiast pod względem powierzchni na miejscu 1081.).